# Zosterop de les Faichuk
El zosterop de les Faichuk (Rukia ruki) és un ocell de la família dels zosteròpids (Zosteropidae).

## Hàbitat i distribució
habita els boscos de les illes de Forest canopy i matolls de les Illes Faichuk, a Micronèsia.